# 大久保忠均

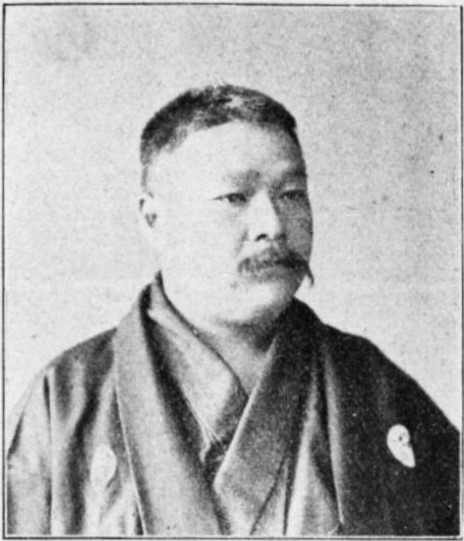
大久保忠均

大久保 忠均（おおくぼ ただひら、1868年10月24日（明治元年9月9日） - 1909年（明治42年）10月8日）は、日本の政治家、衆議院議員（2期）。

## 経歴
下総国相馬郡高柳村（のち千葉県南相馬郡風早村→東葛飾郡風早村→東葛飾郡沼南村→沼南町、現在の柏市）に生まれる。儒学者蒲生重章に漢学を学ぶ。風早村書記、同村会議員、東葛飾郡会議員、千葉県会議員、同参事会員、地方衛生会員、所得税調査委員となる。
1902年の第7回衆議院議員総選挙において千葉県から立憲政友会公認で立候補して初当選する。1903年の第8回衆議院議員総選挙で再選。衆議院議員を2期務め、1904年の第9回衆議院議員総選挙は不出馬。その後は東葛飾郡農会幹事長、同副会長となり、1907年風早村長に就任した。1909年に在職中に死去した。